# Robinson der Ober-Österreicher

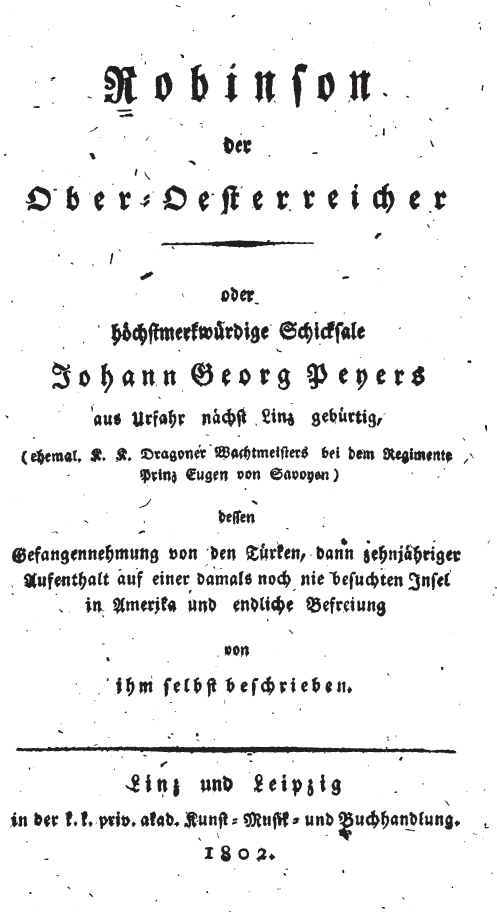
Titelblatt der Erstausgabe

Robinson der Ober-Österreicher (vollständiger Titel: Robinson der Ober-Oesterreicher: oder höchstmerkwürdige Schicksale Johann Georg Peyers aus Urfahr nächst Linz gebürtig, (ehemal. K. K. Dragoner Wachtmeisters bei dem Regimente Prinz Eugen von Savoyen) dessen Gefangennehmung von den Türken, dann zehnjähriger Aufenthalt auf einer damals noch nie besuchten Insel in Amerika und endliche Befreiung von ihm selbst geschrieben) ist eine 1802 erstmals erschienene Robinsonade.

## Entstehung
„Johann Georg Peyer“ ist der Name des angeblichen Autors und zugleich der des fiktiven oberösterreichischen Abenteurers in dieser Robinsonade.
Bis heute wird der fiktive Verfasser gelegentlich für echt gehalten, „obwohl zur Erscheinungszeit der Robinsonade den zeitgenössischen Lesern das Spiel mit den erfundenen Verfassern von Robinson-Erlebnissen geläufig war“, so der Autor Walter Wehner. Die Geschichte erlebte zahlreiche Auflagen und Nachdichtungen.

## Fiktive Biografie
Peyer wurde angeblich am 1. Mai 1713 in Urfahr geboren. Schon nach zwei Jahren wird er aus der Schule gepeitscht, da er seine Mitschüler zu „Luderlichkeiten“ verführt und weder lesen noch schreiben lernt. Seinem Vater ist es nur recht, da ihm der Sohn zu Hause helfen kann. Seine Mutter hingegen schlägt ihn.
Mit 14 Jahren beginnt Peyer eine Weberlehre. Schon nach drei Wochen jagt ihn der Lehrmeister, den der junge Bub bestohlen hatte, mit einem Ochsenziemer zum Teufel. Mit seinem Vater, der einen beruflichen Gang hat, kommt er nach Eferding zu einem Barbier, wo er zu arbeiten beginnt. Nach einem tragischen Zwischenfall beim Barbieren steht Peyer wieder auf der Straße. Danach folgt eine Lehre bei seinem Onkel, einem Weinhändler in Grinzing. Dort lernt er bei einem Kamaldulenser auch Lesen und Schreiben.
Nach dem Tod seines Vaters und seines Ziehvaters tritt Peyer 22-jährig dem Dragoner-Regiment von Savoyen bei. Nach dem Türkenkrieg 1737 wird er Wachtmeister. 1739 gerät er in der Schlacht bei Grocka in türkische Gefangenschaft und wird auf dem Sklavenmarkt von Konstantinopel verkauft.
Bei seinem neuen Herrn, Omar, gewinnt er schnell das Vertrauen und Fatime, Omars Schwester, verliebt sich in ihn – sie gibt ihm den Namen Azem. Fatime schlägt Peyer vor, sich beschneiden zu lassen und sie zu heiraten. Doch dieser widersagt ihr. Drei Jahre später bittet Azem seinen Herrn, ihn als Sklaven zu Fatime gehen zu lassen, die inzwischen Talil Osman geheiratet hatte. Bei einer Schiffsreise kommt Osman ums Leben. Azem und ein Sklave, den sie Hamburger rufen, fallen wieder in den Besitz von Fatime. Sie schenkt Azem die Freiheit und bittet ihn erneut, sich beschneiden zu lassen, doch dieser lehnt ab. Da sie sich aber lieben, beschließt Fatime, seinen Glauben anzunehmen und zu fliehen. Auf einem Schiff wollen sie und Hamburger, ein „Tausendsassa“, nach Europa, doch sinkt dieses auf offener See. In einem Beiboot überleben sie und werden nach Tagen von einem Schiff aufgelesen. Dieses segelt nach Madagaskar und Brasilien. Auf dem Weg dorthin läuft das Schiff auf einen Felsen auf, doch sie können sich auf eine Insel retten – mit einem Hund und einer Katze. Es ist der 22. September 1744.
Auf der Insel wird Fatime von Hamburger und Peyer auf den Namen Elisabeth getauft – später heiraten Peyer, der bereits 31 Jahre alt ist, und die 19-jährige Elisabeth. Am 28. Juli 1745 um 15 Uhr bekommen die beiden einen Sohn, Friedrich. Kurz darauf findet Payer die sterblichen Überreste eines „Wilden“ – von nun an ist das idyllische Inselleben vorbei, und sie umfrieden ihr Territorium. Eines Tages machen sie Eingeborene aus, die mit Kanus und zwei Gefangenen näherkommen. Einer davon wird getötet, gegrillt und verspeist, Peyer und Hamburger beschließen, die sechs Kannibalen mit ihren Gewehren, die sie aus dem Schiff hatten, zu töten und die zweite Geisel, ein etwa 16-jähriges eingeborenes Mädchen, zu befreien. Am 30. April 1746 bekommt Elisabeth ihr zweites Kind, ein Mädchen, das jedoch bald stirbt. Fünf Jahre später, Elisabeth ist erneut schwanger, kommt wieder bedrohlicher Besuch auf die Insel. Abermals töten sie die Besucher. Doch Elisabeth stürzt – sie und ihr ungeborenes Kind sterben. Nach langer Krankheit stirbt auch Hamburger. Zehn Jahre nachdem sie gestrandet waren, kommt ein englisches Schiff. Peyer, die Eingeborene, die er Theresia getauft hatte, und Fritz verlassen die Insel am 23. Mai 1755. Auf der Heimreise stirbt jedoch Fritz. Theresia bleibt in London und heiratet, Peyer reist zurück nach Oberösterreich und kauft sich in Kremsmünster ein Sacherl. Im Alter von 70 Jahren stirbt Peyer.

## Trivia
Tatsächlich gab es einen Johann Georg Peyer aus Urfahr, der Sohn eines Webers, der aber erst 1776 und nicht wie in der fiktiven Biographie 1713 geboren wurde.

## Ausgaben

### Original
- [Johann Georg Peyer]: Robinson der Ober-Oesterreicher: oder höchstmerkwürdige Schicksale Johann Georg Peyers aus Urfahr nächst Linz gebürtig, (ehemal. K. K. Dragoner Wachtmeisters bei dem Regimente Prinz Eugen von Savoyen) dessen Gefangennehmung von den Türken, dann zehnjähriger Aufenthalt auf einer damals noch nie besuchten Insel in Amerika und endliche Befreiung von ihm selbst geschrieben. Kaiserlich-königlich-privilegierte akademische Kunst-, Musik- und Buchhandlung, Linz/Leipzig 1802 (Digitalisat in der Google-Buchsuche).

### Bearbeitungen
- Wolfgang Kauer: Robinsonaden - De Palmas Tod. In: Wolfgang Kauer: Funken regen. (Zeit-) geschichtliche Prosa. Arovell, Salzburg/Gosau/Wien 2010.
- Johann Georg Peyer: Fatime und Azem. Originalgetreue Bearbeitung von Robinson, der Ober-Österreicher oder Höchst merkwürdige Schicksale Johann Georg Peyers. Arkade, Linz 1993.
- Otto Stöber: Die Lebensbeschreibung des k. k. Prinz Eugenschen Dragonerwachtmeisters J[ohann] G[eorg] Peyer aus Linz. Neu erzählt von Otto Stöber. Jungland-Verlag, Görlitz [1941].
- Ferdinand Zöhrer: Der oberösterreichische Robinson. Erzählung aus dem Leben des J. G. Peyer aus Urfahr-Linz. Prochaska, Wien/Teschen 1885.